# Metaprogramowanie
Metaprogramowanie – technika umożliwiająca programom tworzenie lub modyfikację kodu innych programów (lub ich samych). Program będący w stanie modyfikować lub generować kod innego programu nazywa się metaprogramem. 
Wykorzystanie zasad metaprogramowania pozwala na przykład na dynamiczną modyfikację programu podczas jego kompilacji.
Metaprogramy tworzy się w metajęzykach. Jeśli język jest jednocześnie swoim metajęzykiem, taką cechę nazywamy refleksyjnością (ang. reflexivity).
Metaprogramowanie może polegać nie tylko na generowaniu kodu, ale również na modyfikacjach w czasie wykonania programu. Takie możliwości dają języki Javascript, C#, Lisp, Perl, PHP, Prolog, Python, Ruby, Groovy, Smalltalk, R oraz Tcl. 

## Przykłady
Przykładem prostego metaprogramu jest ten skrypt w bashu:
```
#!/bin/bash

# metaprogram

echo
 
'#!/bin/bash'
 
>program

for
 
((
I
=
1
;
 
I<
=
992
;
 
I++
))
 
do

    
echo
 
"echo 
$I
"
 
>>program

done

chmod
 
+x
 
program

```

Program ten generuje 993 linie, wypisujące liczby od 1 do 992. Nie jest to zbyt efektywny sposób na wypisanie liczb 1-992, ale ilustruje, jak w kilka minut można stworzyć program o długości 1000 linii.
Dość analogiczny program w języku python wersji 3.0:
```
from
 
os
 
import
 
system

clay
 
=
 
open
(
 
"adam.py"
,
 
"w"
 
)

clay
.
write
(
 
"print( 
\"
Madam, i'm Adam.
\"
 )"
 
)

clay
.
close
()

system
(
"python3.0 adam.py"
)

```

Jeśli umieścimy powyższy kod w pliku i uruchomimy go, to program wygeneruje plik/program adam.py i uruchomi go, a ten wypisze "Madam, i'm Adam.". Python posiada kilka funkcji ułatwiających metaprogramowanie np. exec() czy execFile().
Poniżej analogiczny kod w scheme:
```
(
define
 
adam
 
"adam.scm"
)
 

(
define
 
clay
 

	
(
open-output-file
 
adam
))

(
display
 
"(display "
 
clay
)

(
write
 
"Madam, i'm Adam."
 
clay
)

(
display
 
")"
 
clay
)

	

(
close-output-port
 
clay
)

(
load
 
adam
)

```

## Makra lispowe
Dialekty języka Lisp, takie jak Scheme, Clojure czy Common Lisp, jako języki symboliczne, obsługują tzw. makra składniowe. Kod źródłowy zorganizowany jest w nich w postaci tzw. S-wyrażeń i może być po wczytaniu do pamięci zmieniany tak samo, jak inne dane, z użyciem funkcji operujących na jednokierunkowych listach, którymi reprezentowane są złożone S-wyrażenia.
Przykład makra when w Scheme:
```
(
define-macro
 
(
when
 
cond
 
.
 
body
)

   
`
(
if
 
,
cond

       
(
begin

          
,@
body
)))

```

Przykład makra when w Clojure:
```
(
defmacro 
when

  
[
test 
&
 
body
]

  
(
list 
'if
 
test 
(
cons 
'do
 
body
)))

```

Powyższe makro działa podobnie do konstrukcji sterującej if, ale ma tylko jedną „odnogę” i można do niej wstawiać wiele wyrażeń. Zapisanie tego kodu w postaci funkcji wywołałoby zarówno warunek, jak i ciało.
Warto zauważyć, że lispowe makra są specyficznymi funkcjami, jednak różnią się od zwykłych funkcji następującymi cechami:
- Ich podprogramy uruchamiane są zanim dojdzie do uruchomienia programu, a po wczytaniu S-wyrażeń kodu źródłowego, w fazie zwanej makroekspansją.
- Ich argumenty nie są zachłannie wartościowane przed przekazaniem, lecz ich wartości zawierają podstawiony w miejscach ich przekazania kod źródłowy w postaci struktur danych reprezentujących S-wyrażenia.
- Zwracane przez nie wartości będą potraktowane jak kod źródłowy, który wstawiony zostanie w miejscach ich wywołań, a następnie poddany procesowi wartościowania wraz z całym programem.

## Introspekcja iRefleksja
Są to cechy meta programowania umożliwiające sprawdzanie jak wyglądają obiekty w pamięci np. sprawdzenie listy pól i metod w obiekcie czy pobranie i wywołanie metody,
na podstawie wygenerowanego ciągu znaków.

## Magiczne metody
Jest to mechanizm występujący m.in. w JavaScript, Python czy PHP umożliwiający zastąpienie wbudowanego mechanizmu własną implementacją np. w php są funkcje takie jak __call czy __get, które wywołają się, gdy próbujemy wywołać metodę lub pobrać właściwość, która nie istnieje. Podobny mechanizm występuje w języku Python. W JavaScript mechanizm ten zaimplementowany jest za pomocą zdefiniowanych symboli oraz obiektów Proxy, które weszły do języka wraz z wersją ES6.